# Money Magic
Money Magic è un film muto del 1917 diretto da William Wolbert. La sceneggiatura si basa sul romanzo Money Magic di Hamlin Garland, pubblicato a Londra e a New York nel 1907.

## Trama
Trama di Moving Picture World synopsis in (EN)  su IMDb

## Produzione
Il film fu prodotto dalla Vitagraph Company of America.

## Distribuzione
Distribuito dalla Greater Vitagraph (V-L-S-E), il film uscì nelle sale cinematografiche statunitensi il 5 febbraio 1917.

### Conservazione
Non si conoscono copie ancora esistenti della pellicola che viene considerata presumibilmente perduta.